# SEAgel
SEAgel (Safe Emulsion Agar gel, «gel de agar de emulsión segura» en español) es una espuma de alta tecnología cuyo propósito es servir de aislante. Es uno de los sólidos menos espesos conocidos; de hecho, SEAgel tiene una densidad que es aproximadamente igual a la del aire. Además es uno de los sólidos más ligeros conocidos, competiendo con Aerogel. SEAgel fue inventado por Robert Morrison en el Lawrence Livermore National Laboratory en 1992. SEAgel está hecho de agar, un material de carbohidratos formado a partir de quelpo y algas rojas, que contiene sólo de cuarenta a cincuenta miligramos de materia por centímetro cúbico de sólido (es decir, tiene una densidad de 40-50 mg/cm³). SEAgel es también completamente biodegradable, ya que está hecho de materia biológica en su totalidad.
Inicialmente, el SEAgel es una mezcla semejante a la gelatina compuesta de agar y agua. Tras ser liofilizado para quitarle el agua, se convierte en un panal de agar seco relleno de aire, con celdas de dos a tres micrómetros (2-3 µm) de diámetro.
SEAgel puede tener muchos usos diferentes. Científicos de laboratorio usan SEAgel como blanco en experimentos con láseres de rayos X porque puede ser usado para controlar las propiedades de semiconductores, con otras materias tal como el selenio. Para eliminar la volatilidad hidrodinámica que ocurre cuando un blanco de densidad sólida explota, antes de lograr la densidad requerida para poder dirigir el láser hacia el SEAgel, los científicos están tratando de desarrollar un blanco de láseres de rayos X con una densidad que es menor que la densidad crítica de la luz de láser (4×1021 electrones/cm³ por 0.53-µm luz). SEAgel puede ayudar a lograr un plasma más uniforme, lo que finalmente mejorará la calidad del haz de láser de rayos X.
SEAgel también podría ser usado como envase de comida o como cobertura para píldoras médicas de liberación controlada ya que es digerible. SEAgel podría también reemplazar la balsa de madera aislante de los superpetroleros y proporcionar aislamiento sonoro en trenes de alta velocidad.